# Estación Domingo Harosteguy
Domingo Harosteguy es una estación ferroviaria, ubicada en el Partido de Las Flores, en la Provincia de Buenos Aires.

## Servicios
Por sus vías corren trenes de carga de la empresa Ferrosur Roca.
El nombre de la estación es en honor al Doctor Domingo Harosteguy; persona ilustre de Las Flores. Domingo Harostegui tiene también su monumento en la plaza principal de Las Flores y su museo.